# John Breaux
John Berlinger Breaux (Crowley, 1º marzo 1944) è un politico statunitense, senatore per lo stato della Louisiana dal 1987 al 2005 e in precedenza membro della Camera dei Rappresentanti per lo stesso stato dal 1972 al 1987.

## Biografia
Dopo gli studi in legge alla University of Louisiana at Lafayette e all'Università della Louisiana, Breaux esercitò la professione di avvocato e fu collaboratore dell'allora deputato Edwin Edwards.
Quando Edwards lasciò il seggio alla Camera dei Rappresentanti dopo essere stato eletto governatore della Louisiana, Breaux prese parte alle elezioni speciali indette per determinare il suo successore e riuscì a vincerle.
Negli anni successivi gli furono conferiti altri sette mandati dagli elettori, fin quando nel 1986 annunciò la propria volontà di non concorrere alla rielezione per la Camera per potersi invece candidare al Senato. In questa occasione, Breaux affrontò al ballottaggio il deputato repubblicano Henson Moore e lo sconfisse, riuscendo a farsi eleggere senatore. Venne riconfermato per altri due mandati nel 1992 e nel 1998; nel 2004 annunciò il proprio ritiro e lasciò il Congresso dopo oltre trentadue anni.
Durante la sua permanenza al Congresso, Breaux era ritenuto un democratico estremamente centrista.